# Djelikaba Bintou
Pour les articles homonymes, voir Kouyaté.
Djelikaba Bintou de son vrai nom Bintou Kouyaté, née le 23 mars 1993 à Fria (Guinée) est une musicienne, chanteuse et compositrice guinéenne.

## Biographie
Djelikaba Bintou naît à Fria, dans la région de Boké, en Guinée. Issue d'une famille de griots, elle est la fille du célèbre griot Djelikaba Kouyaté,,. Son père lui permet d'exercer la musique, à condition qu'elle étudie avant. Elle s'installe donc à Conakry pour ses études et obtient un diplôme de commerce international,.

## Carrière Musicale
Djelikaba est une artiste connue pour fusionner la tradition au Zouk et à l’Afrobeat.
Dès son enfance, elle accompagne ses parents dans des cérémonies de mariages et baptêmes où elle se familiarise avec l'art du chant et de la scène
Elle se fait connaître du grand public en 2017. Signée par son époux Mamady Kamissoko, alias Azaya, sous la coupole de Musik 100 Frontières, elle sort son premier album M’ma affaire Mara, qui lui permet de se faire une place sur la scène musicale et d’acquérir une notoriété croissante dans son pays,.
En 2019, elle sort son deuxième album Love Story, un véritable aveu sentimental. Ces deux albums, ainsi que de nombreux singles à succès, lui permettent de s'imposer sur la scène musicale africaine et d'obtenir diverses distinctions lors de grandes cérémonies de distinction, telles que les All Africa Awards (AFRIMA) ou les Victoires de la musique guinéenne (VDMG).
En 2023, elle sort son troisième album EP Diva.
En 2024, elle sort son quatrième album (un autre EP) nommé Que du Love, en featuring avec Azaya.

## Tournée nationale et internationale
Depuis la sortie de son album Jusqu'ici Djelikaba Bintou donne des concerts en Afrique et en Europe.
- En 2019 à Laval (France) avec sa belle sœur Ibro gnamet Diabaté.
- En 2021 en France à l'occasion de la journée internationale des droits des femmes. Son titre La Patronne a été diffusé comme le coup de cœur de France24[9].
- Le 2 juillet 2021, elle se rend avec son mari Azaya dans la capitale malienne, Bamako, pour un concert au stade Ouezzin Coulibaly.
- Les 23 et 24 mai 2021, elle se rend avec son mari au Libéria, respectivement au Ministériel Complexe et au Byc Sports Pitch.
- Le 6 mai 2022, elle et son mari se rendent dans la capitale ivoirienne, Abidjan, au palais de la culture de la ville[10].

## Album
En 2017, Djelikaba Bintou sort son premier album M'ma affaire Mara.

## Prix et distinctions
- 2021 : Elle remporte deux distinctions aux All Africa Awards 2021  Lagos :  Celle du prix de la révélation africaine de l’année et celle de la meilleure artiste féminine de l’Afrique de l’Ouest[14].
- 2021 : Elle remporte deux distinctions aux Victoires de la musique guinéenne 2021 :  Celle de la meilleure artiste féminine de l'année ainsi que celle de la meilleure chanson de l'année pour sa chanson La patronne[15].
- 2021 : Elle est désignée au Mali comme ambassadrice de la musique africaine 2021[16].
- 2023 :  Elle est sélectionnée au Primud 2023 dans la catégorie « Meilleure artiste féminine de l’Afrique de l’Ouest »[5],[17].
- 2024 : Elle reçoit le prix de la meilleure artiste féminine de l’année aux Victoires de la musique guinéenne 2024[18].
- 2025 : Elle remporte le trophée de la Meilleure Artiste Afrique Francophone au Bénin Showbiz Awards 2025[19],[20].

## Vie privée
Djélikaba Bintou a épousé religieusement l'artiste Azaya le 26 mai 2019 à Fria pendant le mois de ramadan puis le mariage civil à Conakry le 19 octobre 2019.
Elle a un petit frère nommé Jo Kouyaté, qui est aussi son ingénieur son.

### Polémique
Après leur mariage religieux pendant le mois de ramadan à Fria, Azaya a annoncé que leur mariage civil serait payant, ce qui crée un vive tollé depuis les réseaux sociaux jusqu’à l’administration musicale, qui par le biais de son agence chargée des spectacles dit vouloir interdire le mariage.
En 2024, le couple vie séparément jusqu’à l’annonce en avril 2025 de la violence qu’elle aurait subit de son ex-marie Azaya qu’elle qualifie de « pervers narcissique trop c’est trop !  … ».